# Semiothisa muscariata
Semiothisa muscariata là một loài bướm đêm trong họ Geometridae.